# Anaphes superadditus
Anaphes superadditus is een vliesvleugelig insect uit de familie Mymaridae. De wetenschappelijke naam is voor het eerst geldig gepubliceerd in 1950 door Soyka.